# Love of My Life (皇后乐队歌曲)
《Love of My Life》（我生命中的至爱）是英国摇滚乐队皇后乐队的一首谣曲，收录于1975年的专辑《A Night at the Opera》中。此曲是主唱弗雷迪·默丘里为玛丽·奥斯丁(Mary Austin)所作，后者是他在1970年代早期的女友，曾与他维持了一段长期稳定的恋爱关系。1981年乐队在南美演唱后，此曲在现场专辑《Live Killers》中的版本在阿根廷和巴西的单曲排行榜上登顶第一，并在阿根廷的榜单中停留了整整一年。
弗雷迪·默丘里先在钢琴和吉他上创作，之后布莱恩·梅重新改编为在原声十二弦吉他上弹奏，以便现场演唱。梅向原曲贡献了一些吉他片段，并且负责了竖琴滑奏部分（用单独的和弦叠加录制而成）。这首歌显示出默丘里对tempo rubato曲式的熟悉，以及古典钢琴作品对他的影响，特别是肖邦和贝多芬的作品。
多年后的单曲《These Are the Days of Our Lives》可以追溯到这首歌，相似主题的歌词中两次用到“I still love you”（我仍然爱你）。在《These Are the Days of Our Lives》的末尾，默丘里直接说出这句歌词，就像他在《Love of My Life》的现场演唱中经常做的那样。
在哥伦比亚号航天飞机的航行期间（STS-107），以色列宇航员伊兰·拉蒙要求播放这首歌，说：“一个特别的早上好献给我的妻子，罗娜，我生命中的至爱。”不久之后，拉蒙死于2003年飞船返回进入大气层时发生的解体灾难。

## 现场演唱
现场演唱时由布莱恩·梅在一旁弹奏吉他，而不是录音室版本中的钢琴伴奏。乐队在1977年《News of the World》巡演中开始演唱这首歌，它深受观众喜爱，以至于默丘里经常停下来让观众们接着唱下去。此曲在南美巡演中尤其受欢迎，然后乐队在那里发行了《Live Killers》版的单曲。
默丘里去世后，布莱恩·梅经常在现场把这首歌献给他。一次值得注意的例外是2005年“皇后乐队+保罗·罗杰斯”在谢菲尔德的演出中，梅宣布默丘里的母亲在现场，他要把这首歌献给她。这个版本收录在《Return of the Champions》（冠军归来）的CD和DVD中。在“皇后乐队+保罗·罗杰斯”的巡演中，梅只唱几句歌词，然后让观众唱下去，就像默丘里曾经常常做的那样。2008年《The Cosmos Rocks》巡演在格拉斯哥SECC的演出中，梅把这首歌献给自己不久前去世的母亲。

## 1979年发行的现场单曲
1979年的专辑《Live Killers》收录了这首歌的原声版，是当年2月2日在德国法兰克福的现场录音的。一个简短版单曲在英国和其他地区发行，去掉了乐队成员在演唱前后对观众的讲话。尽管音频是在法兰克福录制，但与此相伴的官方MV是由1979年东京演唱会的镜头剪辑而成。

## 成员贡献
弗雷迪·默丘里：主唱、钢琴、和声

约翰·迪肯：贝斯

布莱恩·梅：原声吉他、电吉他、竖琴

罗杰·泰勒：铜钹

## 翻唱版本
众多艺术家翻唱了这首歌作商业用途，包括德国金属乐队蝎子乐队、英国童星歌手迪克兰·加尔布雷思、音乐剧名伶伊莲·佩姬、美国杀戮乐队主唱马克·斯洛特等等。
2022年12月31日，北京卫视2023踏上新征程跨年之夜，周深在新工人体育场翻唱了这首《Love of My Life》，现场由李延亮吉他伴奏。

## 脚注
1. 1 2 3  Love of My Life （页面存档备份，存于） Allmusic. Retrieved 7 July 2011
2. ↑  'A Night At The Opera' （页面存档备份，存于） Queen. Retrieved 7 July 2011
3. ↑  Queen: The Ultimate Illustrated History of the Crown Kings of Rock （页面存档备份，存于） p.164. Voyageur Press. Retrieved July 12, 2011
4. ↑  . 第1/1集.  50 记录于. 1999. Channel 4. 缺少或|title=为空 (帮助) (Roger Taylor)
5. ↑  Love Of My Life （页面存档备份，存于） Ultimate Queen. Retrieved 7 July 2011